# 대한민국 형사소송법 제114조
대한민국 형사소송법 제114조는 영장의 방식에 대한 형사소송법의 조문이다.

## 조문
제114조(영장의 방식) ① 압수·수색영장에는 피고인의 성명, 죄명, 압수할 물건, 수색할 장소, 신체, 물건, 발부년월일, 유효기간과 그 기간을 경과하면 집행에 착수하지 못하며 영장을 반환하여야 한다는 취지 기타 대법원규칙으로 정한 사항을 기재하고 재판장 또는 수명법관이 서명날인하여야 한다. 다만, 압수·수색할 물건이 전기통신에 관한 것인 경우에는 작성기간을 기재하여야 한다.  <개정 2011.7.18.>
②제75조제2항의 규정은 전항의 영장에 준용한다.

第114條(令狀의 方式) ① 押收·搜索令狀에는 被告人의 姓名, 罪名, 押收할 物件, 搜索할 場所, 身體, 物件, 發付年月日, 有效期間과 그 期間을 經過하면 執行에 着手하지 못하며 令狀을 返還하여야 한다는 趣旨 其他 大法院規則으로 定한 事項을 記載하고 裁判長 또는 受命法官이 署名捺印하여야 한다. 다만, 압수·수색할 물건이 전기통신에 관한 것인 경우에는 작성기간을 기재하여야 한다.  <개정 2011.7.18.>
②第75條第2項의 規定은 前項의 令狀에 準用한다.

## 참조 조문
제75조(구속영장의 방식) ②피고인의 성명이 분명하지 아니한 때에는 인상, 체격, 기타 피고인을 특정할 수 있는 사항으로 피고인을 표시할 수 있다.

### 형사소송규칙
형사소송규칙 제58조(압수수색영장의 기재사항) 압수수색영장에는 압수수색의 사유를 기재하여야 한다.  <개정 1996.12.3.>

형사소송규칙 제59조(준용규정) 제48조의 규정은 압수수색영장에 이를 준용한다.

형사소송규칙 제48조(검사에 대한 구속영장의 송부) 검사의 지휘에 의하여 구속영장을 집행하는 경우에는 구속영장을 발부한 법원이 그 원본을 검사에게 송부하여야 한다.

형사소송규칙 제178조(영장의 유효기간) 영장의 유효기간은 7일로 한다. 다만, 법원 또는 법관이 상당하다고 인정하는 때에는 7일을 넘는 기간을 정할 수 있다.[본조신설 1996.12.3.]

## 판례
압수, 수색영장에 압수대상물을 압수수색 장소에 '보관 중'인 물건으로 기재한 경우, 이를 '현존하는'이라는 취지로 해석할 수 없다

## 참고 문헌
- 손동권 신이철, 새로운 형사소송법(초판, 2013), 세창, 2013. ISBN 9788984114081

## 같이 보기
- 대한민국 형사소송법 제75조 구속영장의 방식